# Lac McLaren (Mékinac)
Pour les articles homonymes, voir McLaren.
Le lac McLaren est un plan d'eau douce situé dans le territoire non organisé du Lac-Normand, dans la municipalité régionale de comté de Mékinac, dans la région administrative de la Mauricie, au Québec, au Canada.
Situé en milieu forestier, le lac McLaren est situé à l'extérieur (côté nord-ouest) de la Réserve faunique du Saint-Maurice. Dès la fin du XIXe siècle, la foresterie a été l'activité économique prédominante dans le secteur. Puis les activités récro-touristiques (surtout la chasse et la pêche) ont été mis en valeur dès le XIXe siècle. La surface du lac est habituellement gelée de novembre à avril ; néanmoins, la période de circulation sécuritaire sur la glace est généralement de la mi-décembre à la mi-mars. La route forestière passe au nord-ouest du lac, près de l'embouchure.

## Géographie
Le lac McLaren est entouré de plusieurs sommets de montagnes :
- au nord : 508 m d'altitude, dont le sommet est à 820 m du lac ;
- à l'est : 548 m d'altitude, situé à 1 km du lac ;
- au sud-ouest : 474 m d'altitude, situé à 1 km du lac ;
- au sud : 583 m, situé à 3,4 km du lac ;
- à l'ouest : 459 m, situé à 1,8 km du lac.

Les bassins versants voisins sont :
- côté nord-ouest et nord : le ruisseau du Chapeau de Paille, et le versant du Petit lac McLaren,
- côté est : versant du Lac Jocelyne (altitude : 376 m) qui se décharge dans le Rond et la rivière Livernois,
- côté sud-est : versant du Lac de la Traine (Mékinac),
- côté sud : ruisseau Minister,
- côté sud-ouest : versant des Lacs long et Casabon.

Le lac McLaren tire ses eaux de :
- du côté ouest : plusieurs petits ruisseaux ;
- du côté sud : la décharge des lacs : Cossette (altitude : 466 m) qui s'abreuve d'un petit lac plus haut à 468 m, Lunch (altitude : 414 m) et trois autres lacs sans nom.

Situé en milieu forestier, le lac McLaren a une longueur de 2,9 km et une largeur maximale de 1,2 km en son centre. Le lac comporte des zones marécageuses au sud-ouest, au sud-est, au fond de la baie à l'est et sur une presqu'île située près de son embouchure au nord-ouest du lac.
L'embouchure du lac McLaren est situé au fond d'une baie au nord-ouest. Sa décharge de 320 m se déverse dans un petit lac sans nom (altitude de 381 m) qui constitue un renflement du ruisseau du Chapeau-de-Paille venant du sud-ouest. Ce ruisseau descend vers le nord-est sur 3,0 km en ramassant un ruisseau venant du nord-ouest, pour aller se déverser sur la rive nord-ouest du Petit lac McLaren (altitude : 371 m). Ce dernier ressemble à un triangle aux angles arrondis dont un sommet pointe vers le sud. Le courant traverse ce lac sur 1,3 km vers l'est jusqu'à l'embouchure. De là, le ruisseau descend sur 3,7 km pour aller se déverser au fond d'une baie (longue de 400 m ; altitude de 360 m) dans la rivière Livernois.

## Toponymie
Le terme « McLaren » se réfère à un patronyme de famille d'origine écossaise.
Le toponyme « Lac McLaren » a été officialisé le 5 décembre 1968 à la Banque des noms de lieux de la Commission de toponymie du Québec.